# Ludwig von Jenichen
Albrecht Ludwig Wilhelm Rudolf Karl Jenichen, seit 1841 von Jenichen (* 11. April 1783 in Gotha; † 14. Oktober 1855 in Berlin) war ein preußischer Generalleutnant.

## Leben

### Herkunft
Seine Eltern waren Johann Karl Friedrich Jenichen (1743–1809) und dessen Ehefrau Ernestine Auguste Sophie, geborene Sulzer. Sein Vater war herzoglich sachsen-gothaischer Legationsrat und Hofrat in Gotha.

### Laufbahn
Jenichen trat am 15. März 1799 in das 3. Artillerie-Regiment der Preußischen Armee ein, avancierte Ende Oktober 1805 zum Sekondeleutnant und nahm am Vierten Koalitionskrieg teil. In der Schlacht bei Auerstedt wurde er verwundet und machte dann den Rückzug im Korps des Generals von Blücher mit.
Nach dem Frieden von Tilsit kam er zur Brandenburgischen Artillerie-Brigade. Dort blieb er bis zu den Befreiungskriegen. Jenichen kämpfte in den Schlachten bei Großbeeren, Dennewitz, Laon, Ligny und Waterloo sowie in den Gefechten bei Luckau und Halle.  Ferner kämpfte er bei Wittstock, Sevres, Issy, Antwerpen sowie dem Sturm auf Arnheim, dem Übergang bei Wartenburg als auch dem den Belagerungen von Wittenberg und Soissons. Für Hoyerswerda wurde ihm das Eiserne Kreuz II. Klasse sowie für Leipzig das Kreuz I. Klasse und der Orden des Heiligen Wladimir IV. Klasse verliehen. 
In der Zeit wurde er am 28. August 1814 Premierleutnant und dann am 12. April 1815 zur reitenden Garde-Artillerie versetzt. Dort stieg Jenichen Ende Juni 1815 zum Kapitän auf. Am 9. Januar 1817 erfolgte seine Ernennung zum Adjutanten des Prinzen August von Preußen. Ab Ende Februar 1817 war er zugleich auch als Mitglied der Prüfungskommission der Artillerie-Premierleutnante tätig und wurde Mitte April 1817 unter Belassung in seiner Adjutantenstellung der Garde-Artillerie-Brigade aggregiert. Am 30. März 1818 erhielt er seine Beförderung mit Patent vom 11. April 1818 zum Major. Am 11. Februar 1822 wurde Jenichen der 6. Artillerie-Brigade aggregiert, dort am 13. Juni 1825 einrangiert und im gleichen Jahr mit dem Dienstkreuz ausgezeichnet. Am 20. Dezember 1829 erfolgte seine Ernennung zum Brigadier der 5. Artillerie-Brigade versetzt und in dieser Stellung avancierte Jenichen Ende März 1834 zum Oberstleutnant. In gleicher Eigenschaft war er ab dem 10. September 1835 bei der Garde-Artillerie-Brigade tätig. Am 18. März 1836 wurde er als Chef in die Generalinspektion der Artillerie versetzt und wieder der Garde-Artillerie-Brigade aggregiert. Außerdem war Jenichen ab Ende März 1836 Mitglied der Kommission zur Prüfung militärwissenschaftlicher und technischer Gegenstände. Er stieg Ende März 1836 zum Oberst auf und erhielt am 24. Februar 1839 die Brillanten zum Orden der Heiligen Anna II. Klasse. Jenichen wurde am 5. Juli 1831 zum Inspekteur der Inspekteur der Artilleriewerkstätten ernannt.
Am 20. Februar 1841 wurde er auf Verschlag des Prinzen August in den erblichen preußischen Adelsstand erhoben und am 7. April 1842 zum Generalmajor befördert. Ende Februar 1843 stieg er zum Präses der Prüfungskommission für Artillerie-Premierleutnante auf. Am 31. August 1843 beauftragte man ihn zunächst mit der Wahrnehmung der Geschäfte als Inspekteur der 2. Artillerie-Inspektion und ernannte ihn am 4. Januar 1844 zum Inspekteur. In dieser Stellung erhielt Jenichen den Sankt-Stanislaus-Orden I. Klasse und das Großkreuz des Schwertordens. Während der Märzrevolution 1848 in Berlin nahm er an den Straßenkämpfen teil. Anlässlich seines 50-jährigen Dienstjubiläums verlieh ihm König Friedrich Wilhelm IV. den Roten Adlerorden I. Klasse mit Eichenlaub, bevor Jenichen am 20. März 1849 mit dem Charakter als Generalleutnant seinen Abschied mit Pension nahm. Er starb am 14. Oktober 1855 in Berlin.
In seiner Beurteilung schrieb der General August von Preußen: „General von Jenichen ist ausgezeichnet durch eine vorzüglich wissenschaftliche Bildung eine wahrhaft seltene Klarheit und Schärfe des Verstandes, verbunden mit großer Energie und geistiger Kraft. Ein theoretischer Artillerist, wie es wenige gibt, ist er doch vielleicht noch reicher begabt durch sein hohes Talent für den praktischen Dienst seiner Waffe, Das kleinste Detail desselben ist ihm nicht fremd, durch tief eingedrungen in das innerste Wesen der Artillerie, in ihren wahren Geist, fasst er dabei den Dienst der Waffen vom höchsten Standpunkte auf. Mit einem Worte: ich halte ihn für einen ausgezeichneten Artillerie-General und einen vorzüglichen Inspekteur. Der General von Jenichen führte in dem letzten Kriege eine reitende Batterie mit allgemein anerkannter Auszeichnung. Leider hat seit kurzer Zeit sein Gehör etwas gelitten.“

### Familie
Er heiratete am 4. Juli 1810 in Fritzow Luise von Gablentz (1793–1842). Aus der Ehe gingen die Töchter Amalie Agnes (1817–1819), Charlotte Friderike Karoline Julie (1812–1886) (verheiratet mit Eduard von Höpfner) und Wilhelmine Franziska Alexandrine (1814–1836) (verheiratet mit Generalmajor Hagemeier genannt von Niebelschütz) hervor.